# Sint-Jozefkapel (Braunlauf)

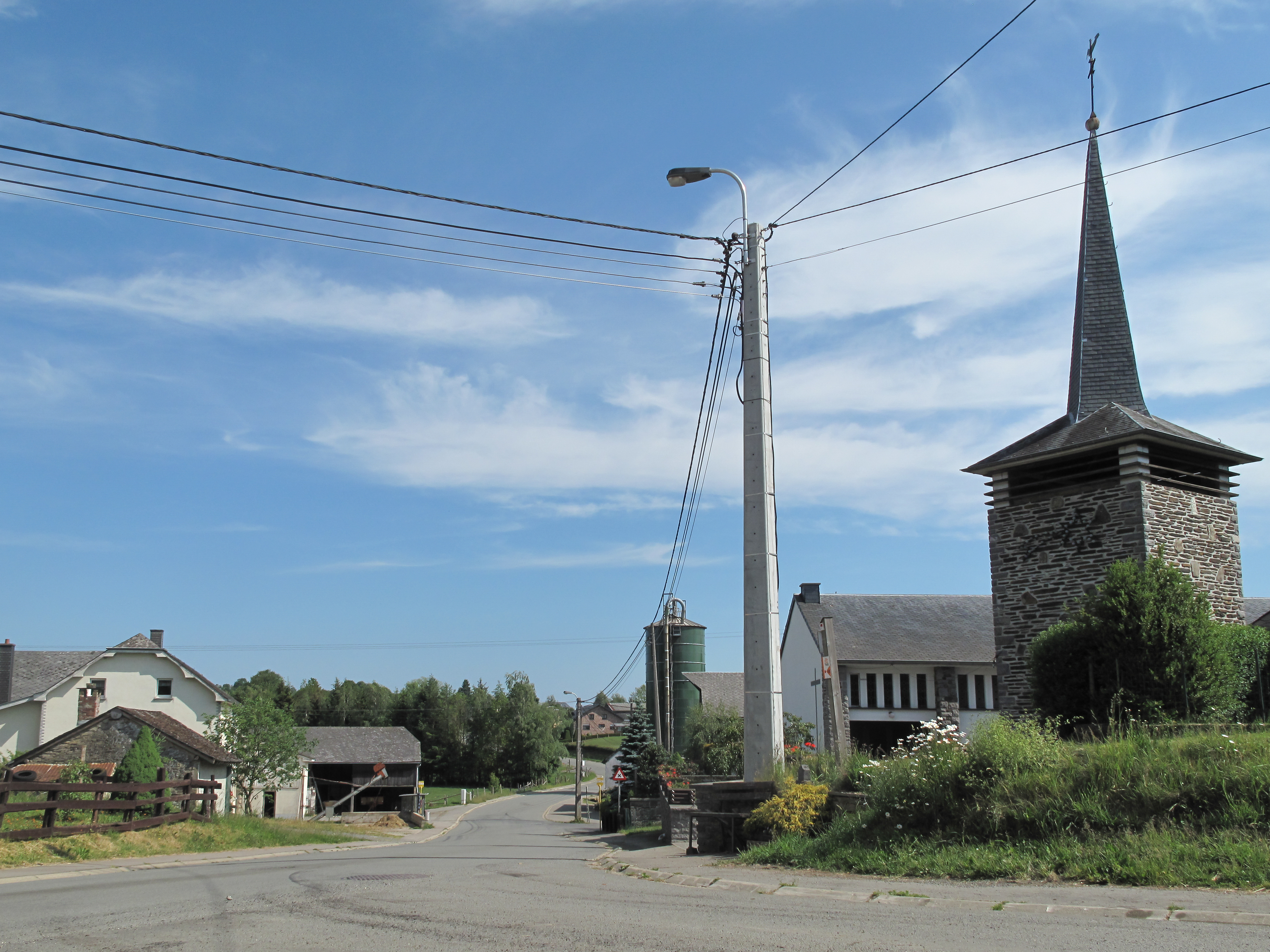
Sint-Jozefkapel

De Sint-Jozefkapel is een kapel, feitelijk een kerkje, in de tot de Luikse gemeente Burg-Reuland behorende plaats Braunlauf.
De eerste kapel werd gebouwd in 1706 en behoorde tot de parochie Thommen. In 1803 werd de kapel een hulpkerk van de parochie Aldringen. Een vaste geestelijke, een vicaris, bediende de kapel tot 1887.
Einde 19e eeuw werd een toren, en in 1898 een sacristie, bijgebouwd.
In 1966 werd de kapel vervangen door nieuwbouw, naar ontwerp van architect Robert.